# Pemmican Step
Der Pemmican Step ist neben dem Biscuit Step eine der beiden Stufen im Verlauf des Tucker-Gletschers im ostantarktischen Viktorialand. Sie liegt oberhalb der Einmündung des Leander-Gletschers. Ihr südlicher Abschnitt ist stark zerfurcht, während sich der nördliche Teil bestens zum Befahren mit Hundeschlitten eignet.
Teilnehmer einer von 1957 bis 1958 durchgeführten Kampagne im Rahmen der New Zealand Geological Survey Antarctic Expedition benannten sie nach dem Pemmikan, der zu ihren Nahrungsrationen gehörte.